# ベンドラメ礼生
ベンドラメ 礼生（ベンドラメ れお、1993年〈平成5年〉11月14日 - ）は、日本のプロバスケットボール選手。福岡県筑紫野市出身。ポジションはポイントガード。B.LEAGUE・サンロッカーズ渋谷に所属している。

## 来歴
ブラジル人の父と日本人の母との間に生まれる。
筑紫野中学校から延岡学園高校に進み、１年生ながらベンチ入り、ウィンターカップ出場。3年次にはウインターカップ初優勝と同時に、1998年の能代工業高校以来となる高校3冠を達成した。同年のウィンターカップベスト5にも選出されている。
卒業後は東海大学へ進学。1年よりインカレ出場し、4年連続の決勝戦進出を果たす。
大学時代のインカレにおいて2012年アシスト王、2014年優秀選手、2015年敢闘賞を受賞。
2016年１月、アーリーエントリー選手として、日立サンロッカーズ東京(現：サンロッカーズ渋谷)へ入団。
2017年5月30日、Bリーグ2016-17シーズン新人賞を獲得。（平均8.4得点2.7アシスト1.7スティール）。
2018年4月22日、Bリーグ(B1)通算1000得点を達成。。
2018年1月19日、Bリーグオールスターゲームに初選出。

### 日本代表歴
2016年12月7日、日本代表候補重点強化選手に選出される。
2017年6月20日、平成29年度男子U24日本代表チーム　日本代表候補選手に選出される。。
2018年8月9日、「第18回アジア競技大会」 男子日本代表に選出。。
2019年2月24日、FIBAバスケットボールワールドカップ2019 アジア地区2次予選 Window6 において、A代表初選出
2021年7月5日、東京オリンピック男子日本代表に選出。

## 経歴
筑紫野中学校 - 延岡学園高校 - 東海大学 - 日立東京・SR渋谷（2016-）

## 個人成績
| シーズン    | チーム   | GP | GS | MPG  | FG%  | 3P%  | FT%  | RPG | APG | SPG | BPG | TO  | PPG  |
| ----------- | -------- | -- | -- | ---- | ---- | ---- | ---- | --- | --- | --- | --- | --- | ---- |
| NBL 2015-16 | 日立東京 | 17 |    | 5.9  | .333 | .250 | 1.00 | 1.1 | 0.5 | 0.7 | 0.1 | 0.8 | 1.5  |
| B1 2016-17  | SR渋谷   | 49 | 27 | 22.3 | .404 | 33.0 | 71.6 | 2.4 | 2.7 | 1.7 | 0.2 | 1.8 | 8.4  |
| B1 2017-18  | SR渋谷   | 59 | 27 | 25.3 | .407 | 33.3 | 77.1 | 2.4 | 2.4 | 1.4 | 0.0 | 1.7 | 11.2 |
| B1 2018-19  | SR渋谷   | 60 | 60 | 29.3 | .427 | 38.1 | 68.6 | 2.4 | 4.4 | 0.9 | 0.1 | 2.4 | 11.1 |

“ベンドラメ礼生”.  Basketballnavi.DB. 2019年9月28日閲覧。

## 表彰
- Bリーグ
  - 新人賞（2016-17）

- 天皇杯
  - 天皇杯MVP(2019-2020)
  - BEST FIVE(2019-2020)